# Кубок Угорщини з футболу 1924—1925
Кубок Угорщини з футболу 1924—1925 — 8-й розіграш турніру. Столичний клуб МТК зробив «дубль», вигравши у тому сезоні Кубок і чемпіонат. У Кубку для клубу це була шоста перемога.
У зв'язку з участю збірної Угорщини у Олімпійських іграх 1924 кубок країни у сезоні 1923/24 не проводився, крім того, початок турніру 1924/25 був затриманий. Так фінальний матч змагань було зіграно аж у березні 1926 року.
Ще однією особливістю розіграшу стало те, що команда-переможець попереднього розіграшу 1923 року МТК потрапила до фіналу автоматично без ігор. Другу путівку розігрували інші команди у матчах на виліт.

## Чвертьфінали
| Переможці      | Рахунок  | Переможені |
| -------------- | -------- | ---------- |
| «Ференцварош»  | 1:1, 3:0 | ВАК        |
| «Тереквеш»     | 1:0      | БТК        |
| «Уйпешт»       | 1:0      | «Вашаш»    |
| «Кечкеметі АК» | без гри  |            |

## Півфінали
| Переможці     | Рахунок | Переможені     |
| ------------- | ------- | -------------- |
| «Ференцварош» | 5:2     | «Тьореквеш»    |
| «Уйпешт»      | 4:3     | «Кечкеметі АК» |

## Матч за право грати у фіналі
| Переможці | Рахунок | Переможені    |
| --------- | ------- | ------------- |
| «Уйпешт»  | 3:2     | «Ференцварош» |

## Матч за третє місце
| Переможці     | Рахунок | Переможені     |
| ------------- | ------- | -------------- |
| «Ференцварош» | 3:1     | «Кечкеметі АК» |

## Фінал
| 28 березня 1926 |

| МТК                                          | 4 — 0 | «Уйпешт ТЕ» |
| -------------------------------------------- | ----- | ----------- |
| 15' 63' Опата 22' Д. Шенкей 43' (аг) К.Фогль |       |             |

| Хунгарія Кьоруті, Будапешт Глядачів: 12000 |

| МТК        |                      |
|            |                      |
| ВР         | Імре Ремете          |
| ЗХ         | Ференц Кочиш         |
| ЗХ         | Імре Шенкей          |
| ПЗ         | Бела Ребро           |
| ПЗ         | Габор Клебер-Компоті |
| ПЗ         | Генрік Надлер        |
| НП         | Дьюла Шенкей         |
| НП         | Дьордь Мольнар       |
| НП         | Йожеф Браун          |
| НП         | Золтан Опата         |
| НП         | Рудольф Єні          |
| Тренер:    |                      |
| Фронз Деме |                      |

| Уйпешт      |                  |
|             |                  |
| ВР          | Реже Сулік       |
| ЗХ          | Карой Фогль      |
| ЗХ          | Йожеф Фогль      |
| ПЗ          | Ференц Келеченьї |
| ПЗ          | Лайош Буза       |
| ПЗ          | Деже Кірай       |
| НП          | Германн Лайтнер  |
| НП          | Йожеф Терек      |
| НП          | Шандор Гроссманн |
| НП          | Йожеф Шаллер     |
| НП          | Режьо Сідон      |
| Тренер:     |                  |
| Еден Голітш |                  |